# Юго-Восточное викариатство
Юго-Восточное викариатство — викариатство Московской епархии Русской православной церкви, объединяющее благочиния в Юго-Восточном административном округе города Москвы. Включает в себя два благочиния — Влахернское и Петропавловское.
Образовано 27 декабря 2011 года решением Священного Синода.

## Управляющие викариатством
- Савва (Михеев) (31 декабря 2011 — 27 июля 2018), епископ Воскресенский.
- Иоанн (Руденко) (27 июля 2018 — 24 января 2019), епископ Домодедовский.
- Дионисий (Порубай) (24 января 2019 — 16 июля 2019), епископ Воскресенский.
- Матфей (Копылов) (16 июля 2019 ― 10 апреля 2024), архиепископ Егорьевский.
- Силуан (Вьюров) (11 апреля — 3 сентября 2024), епископ Павлово-Посадский.
- Мефодий (Зинковский) (c 3 сентября 2024), епископ Егорьевский.

## Влахернское благочиние
Объединяет храмы в районах Выхино-Жулебино, Капотня, Кузьминки, Люблино, Марьино и Некрасовка.
Благочинный — протоиерей Анатолий Родионов, настоятель храма в честь иконы Божией Матери «Утоли моя печали» в Марьине.

## Петропавловское благочиние
Объединяет храмы в районах Лефортово, Нижегородский, Печатники, Рязанский, Текстильщики и Южнопортовый.
Благочинный — архимандрит Алексий (Вылажанин), настоятель храма Петра и Павла в Лефортове.